# Gilbert Elliot-Murray-Kynynmound, Bá tước thứ 4 xứ Minto
Gilbert John Elliot-Murray-Kynynmound, Bá tước thứ 4 của Minto (/kɪˈnɪnmənd/; 9 tháng 7 năm 1845 - 1 tháng 3 năm 1914), nhận trước hiệu Tử tước Melgund từ năm 1859 đến năm 1891, và từ năm 1891 ông kế thừa tước hiệu Bá tước Minto từ cha mình cho đến lúc qua đời. Ông là một quý tộc, chính trị gia và nhà quản lý thuộc địa người Anh. Ông từng giữ chức Toàn quyền Canada từ năm 1898 đến 1904 và Phó vương kiêm Toàn quyền Ấn Độ từ năm 1905 đến 1910.
Gia tộc ông có gốc từ Scotland, được nâng lên hàng quý tộc từ giữa thế kỷ XVII, khi Gilbert Elliot được trao tước vị Nam tước Minto vào năm 1650, và mãi đến tận năm 1813 gia tộc ông mới được nâng lên Bá tước và người đầu tiên nhận tước vị này chính là Gilbert Elliot-Murray-Kynynmound, Bá tước thứ nhất xứ Minto, là toàn quyền thứ 9 của Ấn Độ. Tước vị này được truyền cho đến tận ngày nay, và hiện đã là đời Bá tước Minto thứ 7.